# Mistrzostwa Świata w Hokeju na Lodzie 2004
Mistrzostwa Świata w Hokeju na Lodzie 2004 – 68. edycja mistrzostw świata organizowane przez IIHF, która odbyła się po raz pierwszy w niepodległych Czechach. Turniej Elity odbył się w dniach 24 kwietnia–9 maja, a miastami goszczącymi najlepsze drużyny świata były Praga i Ostrawa.
Czas i miejsce rozgrywania pozostałych turniejów:
- Dywizja I Grupa A: 12-18 kwietnia, Oslo (Norwegia)
- Dywizja I Grupa B: 12-18 kwietnia, Gdańsk (Polska)
- Dywizja II Grupa A: 12-18 kwietnia, Jaca (Hiszpania)
- Dywizja II Grupa B: 12-18 kwietnia, Elektreny (Litwa)
- Dywizja III: 16-21 marca, Reykjavík (Islandia)

## Elita
| Lp. | Drużyna           |
| --- | ----------------- |
|     | Kanada            |
|     | Szwecja           |
|     | Stany Zjednoczone |
| 4   | Słowacja          |
| 5   | Czechy            |
| 6   | Finlandia         |
| 7   | Łotwa             |
| 8   | Szwajcaria        |
| 9   | Niemcy            |
| 10  | Rosja             |
| 11  | Austria           |
| 12  | Dania             |
| 13  | Kazachstan        |
| 14  | Ukraina           |
| 15  | Japonia           |
| 16  | Francja           |

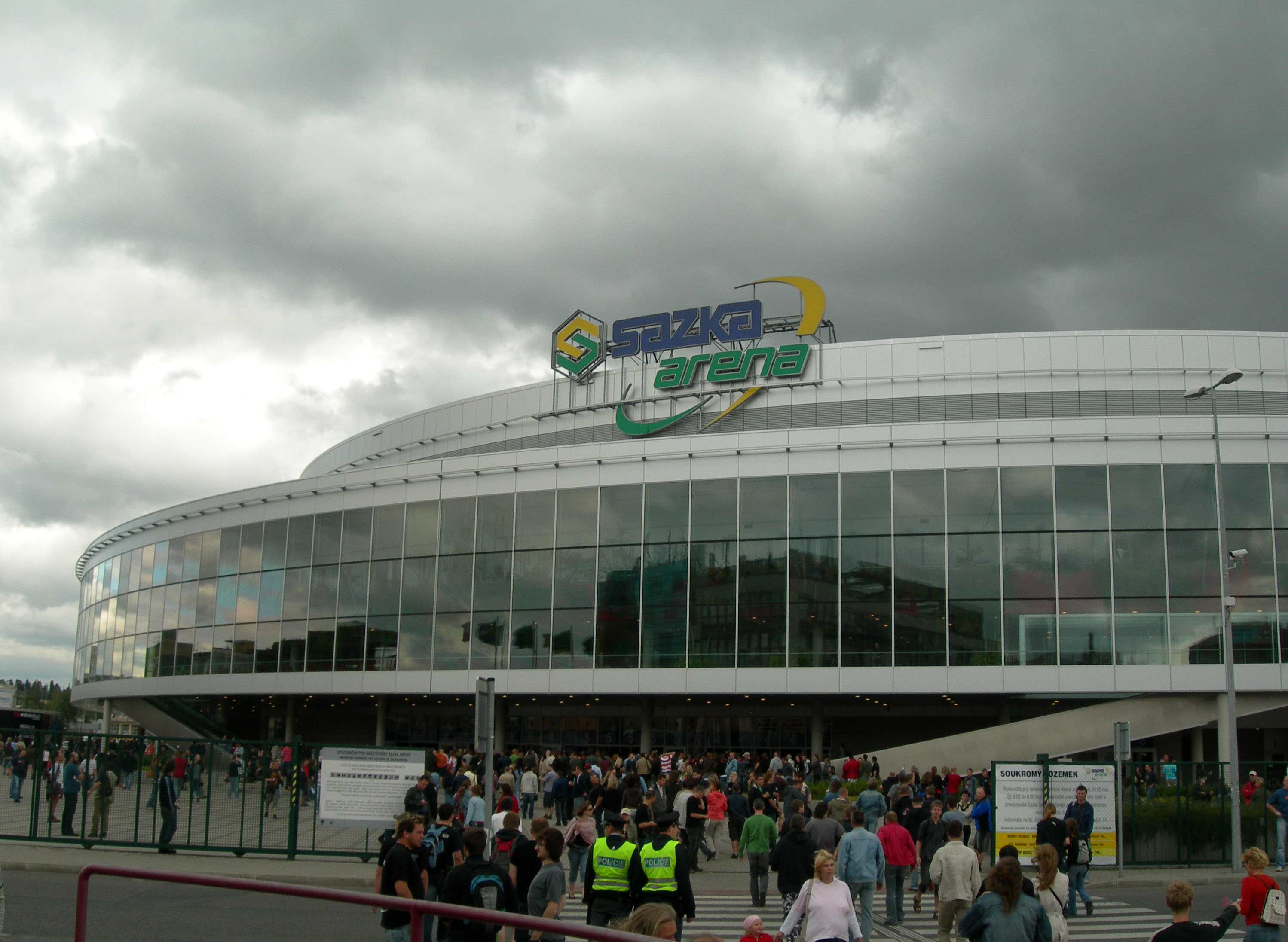
Sazka Arena

W mistrzostwach elity uczestniczyło najlepszych 16 drużyn na świecie. System rozgrywania meczów był inny niż w niższych dywizjach. Najpierw odbywały się dwie fazy grupowe, a potem systemem pucharowym 8 drużyn walczyło o mistrzostwo. Najgorsze drużyny w pierwszej fazie grupowej zagrały między sobą systemem każdy z każdym. Dwie ostatnie drużyny spadły do pierwszej dywizji. Mecze zostały rozegrane w Czechach po raz pierwszy w historii jako niepodległy kraj, zaś licząc turnieje rozegrane w Czechosłowacji po raz dziewiąty. Ostatni turniej mistrzowski odbył się tu w 1992 roku.
Hale w których odbyły się zawody to:

Sazka Arena (o pojemności 17 360 miejsc)

ČEZ Aréna (o pojemności 9 568 miejsc)
Zawody odbyły się w dniach 24 kwietnia - 9 maja 2004 roku. Pierwszy mecz odbył się o 12:15 czasu środkowoeuropejskiego. W Pradze odbył się mecz Francji oraz Austrii. Pierwszą bramkę w turnieju zdobył Austriak Dieter Kalt był to jednocześnie najszybciej zdobyta bramka na tych mistrzostwach. Krążek znalazł się w bramce w dziewiątej sekundzie meczu.
Królem strzelców został Kanadyjczyk Dany Heatley, zdobywca 8 bramek. Zawodnik ten był również najskuteczniejszy w punktacji kanadyjskiej, w której uzbierał łącznie 11 punktów (8 bramek i 3 asysty). Do szóstki gwiazd zaliczono: bramkarza reprezentacji Szwecji Henrika Lundqvista, obrońców: Słowaka Zdeno Chárę i Szweda Dicka Tärnströma oraz napastników: Fina Ville Peltonena, Kanadyjczyka Dany'ego Heatley oraz Czecha Jaromíra Jágra. MVP turnieju został wybrany Dany Heatley.

Statystyki
- Klasyfikacja strzelców:  Dany Heatley - 8 goli
- Klasyfikacja asystentów:  Radek Dvořák - 7 asyst
- Klasyfikacja kanadyjska:  Dany Heatley - 11 punktów
- Klasyfikacja +/-:  Niclas Havelid - +10
- Klasyfikacja skuteczności interwencji bramkarzy:  Ján Lašák - 95,38%
- Klasyfikacja średniej goli straconych na mecz bramkarzy:  Ján Lašák - 1,00

Dyrektoriat turnieju wybrał trójkę najlepszych zawodników, po jednej na każdej pozycji:
- Bramkarz:  Ty Conklin
- Obrońca:  Dick Tärnström
- Napastnik:  Dany Heatley
- Najbardziej Wartościowy Zawodnik (MVP):  Dany Heatley

Skład gwiazd wybrany przez dziennikarzy:
- Bramkarz:  Henrik Lundqvist
- Obrońcy:  Zdeno Chára,  Dick Tärnström
- Napastnicy:  Ville Peltonen,  Dany Heatley,  Jaromír Jágr

## Pierwsza dywizja
Grupa A
| Lp. | Drużyna         |
| --- | --------------- |
| 1   | Białoruś        |
| 2   | Norwegia        |
| 3   | Holandia        |
| 4   | Węgry           |
| 5   | Wielka Brytania |
| 6   | Belgia          |

Grupa B
| Lp. | Drużyna          |
| --- | ---------------- |
| 1   | Słowenia         |
| 2   | Włochy           |
| 3   | Polska           |
| 4   | Estonia          |
| 5   | Rumunia          |
| 6   | Korea Południowa |

W mistrzostwach pierwszej dywizji uczestniczyło 12 zespołów, które zostały podzielone na dwie grupy po 6 zespołów. Rozegrały one mecze systemem każdy z każdym. Zwycięzcy turniejów awansowali do mistrzostw świata elity w 2005 roku, zaś najsłabsze drużyny spadły do drugiej dywizji.
Turnieje I Dywizji zostały rozegrane w dniach 12-18 kwietnia i rozgrywane były w:

Grupa A – Oslo (Norwegia)

Grupa B – Gdańsk (Polska)

Statystyki Grupy B
Dyrektoriat turnieju wybrał trójkę najlepszych zawodników, po jednej na każdej pozycji:
- Klasyfikacja strzelców:  Andrei Makrov - 8 goli
- Klasyfikacja asystentów:  Dejan Kontrec - 8 asyst
- Klasyfikacja kanadyjska:  Andrei Makrov - 11 punktów
- Klasyfikacja +/-:  Mitja Robar - +14
- Klasyfikacja skuteczności interwencji bramkarzy:  Robert Kristan - 95,24%
- Klasyfikacja średniej goli straconych na mecz bramkarzy:  Günther Hell - 0,96

## Druga dywizja
Grupa A
| Lp. | Drużyna    |
| --- | ---------- |
| 1   | Chiny      |
| 2   | Chorwacja  |
| 3   | Australia  |
| 4   | Hiszpania  |
| 5   | Izrael     |
| 6   | Luksemburg |

Grupa B
| Lp. | Drużyna             |
| --- | ------------------- |
| 1   | Litwa               |
| 2   | Serbia i Czarnogóra |
| 3   | Korea Północna      |
| 4   | Bułgaria            |
| 5   | Nowa Zelandia       |
| 6   | RPA                 |

W mistrzostwach pierwszej dywizji uczestniczyło 12 zespołów, które zostały podzielone na dwie grupy po 6 zespołów. Rozegrały one mecze systemem każdy z każdym. Zwycięzcy turniejów awansowali do mistrzostw świata pierwszej dywizji w 2005 roku, zaś najsłabsze drużyny spadły do drugiej dywizji.
Turnieje II Dywizji zostały rozegrane w dniach 12-18 kwietnia i rozgrywane były w:

Grupa A – Jaca (Hiszpania)

Grupa B – Elektreny (Litwa)

## Trzecia dywizja
| Lp. | Drużyna  |
| --- | -------- |
| 1   | Islandia |
| 2   | Turcja   |
| 3   | Meksyk   |
| 4   | Irlandia |
| 5   | Armenia  |

W tej części mistrzostw uczestniczyło 5 drużyn, które rozegrały mecze w jednej grupie systemem każdy z każdym. Najlepsze dwa zespoły awansowały do drugiej dywizji. Gospodarzem turnieju była stolica Islandii – Reykjavík.
Po raz pierwszy w historii reprezentacje Irlandii oraz Armenii uczestniczyły w mistrzostwach świata.